# Trevírské kurfiřtství
Trevírské kurfiřtství (německy Kurfürstentum Trier nebo zkráceně Kurtrier) bylo církevní knížectví, součást Svaté říše římské, které existovalo od konce 9. do počátku 19. století. Skládalo se z dědičných držav knížete-arcibiskupa z Trevíru (Erzbistum Trier), který byl zároveň říšským kurfiřtem. Ve Svaté říši římské byla pouze dvě podobná církevní knížectví-kurfiřtství: Kolínské kurfiřtství a Mohučské kurfiřtství, mezi nimiž Mohučské zaujímalo první místo.
Hlavním městem kurfiřtství byl Trevír, přičemž hlavním sídlem kurfiřta byl od 16. století Koblenz. Kurfiřtství bylo v roce 1803, během napoleonovy vlády sekularizováno.
Trevírský kurfiřt, byl ve své osobě zároveň Trevírským arcibiskupem a tím pádem spravoval i arcidiecézi Trevír, jejíž území ale nekorespondovalo s územím kurfiřtství (viz mapa).

## Historie
Trevír jako významné římské provinční město Augusta Treverorum byl sídlem biskupa už od doby starověkého Říma. Na arcibiskupství bylo povýšeno za vlády Karla Velikého, který trevírskému arcibiskupství podřídil diecéze v Métách, Verdunu a Toulu.
Trevírští biskupové byli již v době vlády Merovejců prakticky nezávislými územními vládci. V roce 722 udělil Karel Veliký biskupu Wiomandovi úplnou nezávislost na jurisdikci vládnoucího dvora pro všechny kostely a kláštery, stejně jako vesnice a hrady, které spadaly pod chrám sv. Petra v Trevíru. Ludvík I. Pobožný tato privilegia udělená biskupství svým otcem, v roce 816 potvrdil a to skrze osobu arcibiskupa Hetta. Při rozdělování karolinské říše ve Verdunu v roce 843 byl Trevír dán Lotharovi; při rozdělení Lotharingie u Mersenu v roce 870 se stal součástí Východofranského království, které se následně vyvinulo do Německého království.

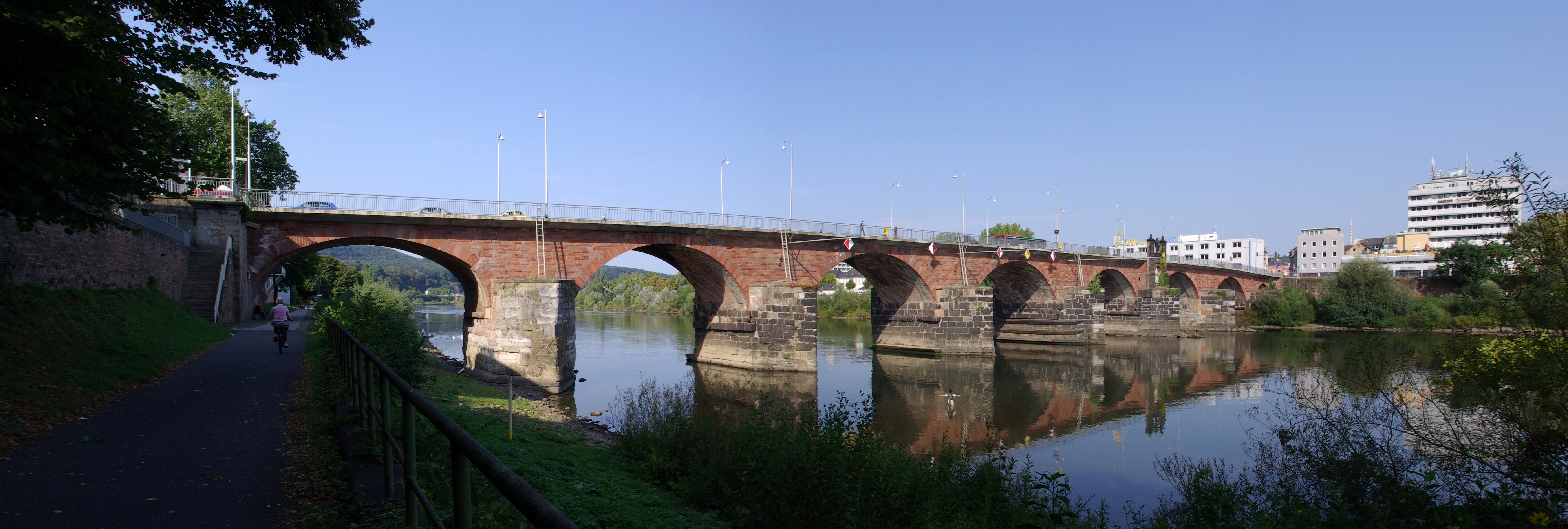
Římský most přes řeku Moselu.

V roce 898 byl arcibiskup Radbod zcela osvobozen od všech daní pro celé území biskupství, které mu garantoval Zwentibold - nemanželský syn císaře Arnulfa Korutanského, který krátce vládl jako král Lotharingie. Ten byl totiž pod silným tlakem od svých nezávislých šlechticů a zoufale potřeboval mocného spojence. Tento akt upevnil pozici arcibiskupů jako nezávislých zeměpánů. Po Zweitenboldově zavraždění v roce 900 si poručníci nezletilého krále Ludvíka arcibiskupa Radbolda předcházeli a poskytli mu vládu nad městem Trevír a oblastí okolo něj, právo na ukládání cla a mincovnictví (symbol nezávislé ekonomické autority). Od dvora Karla III. získal konečné právo volby trevírského biskupa kapitolou bez císařských zásahů.
V období raného novověku zahrnovalo Trevírské kurfiřtství území podél řeky Mosely mezi Trevírem poblíž francouzských hranic a Koblenz na Rýnu. Od 13. století byl arcibiskup Trevírský jakožto držitel císařského úřadu tradičním říšským volitelem-kurfiřtem německého krále. Čistě symbolický úřad arcikancléře Galie získali Trevírští arcibiskupové taktéž ve 13. století. V tomto kontextu se jednalo o oficiální správu Burgundského království a to technicky od roku 1242, nepřetržitě pak od roku 1263 nominálně až do roku 1803. Burgundsko, společně s Německem a středověkým Italským královstvím bylo jednou ze tří základních součástí Svaté říše římské.
Roku 1473 proběhlo v Trevíru setkání císaře Fridricha III. a Karla Smělého, vévody Burgundského. Ve stejném roce byla ve městě založena univerzita.
Od 17. století přesunuli arcibiskupové-kurfiřti z Trevíru svoje sídlo na hrad Philippsburg nedaleko města Koblenz. Roku 1512 proběhlo v Trevíru zasedání Říšského sněmu, během něhož bylo definitivně ustanoveno vymezení říšských krajů.

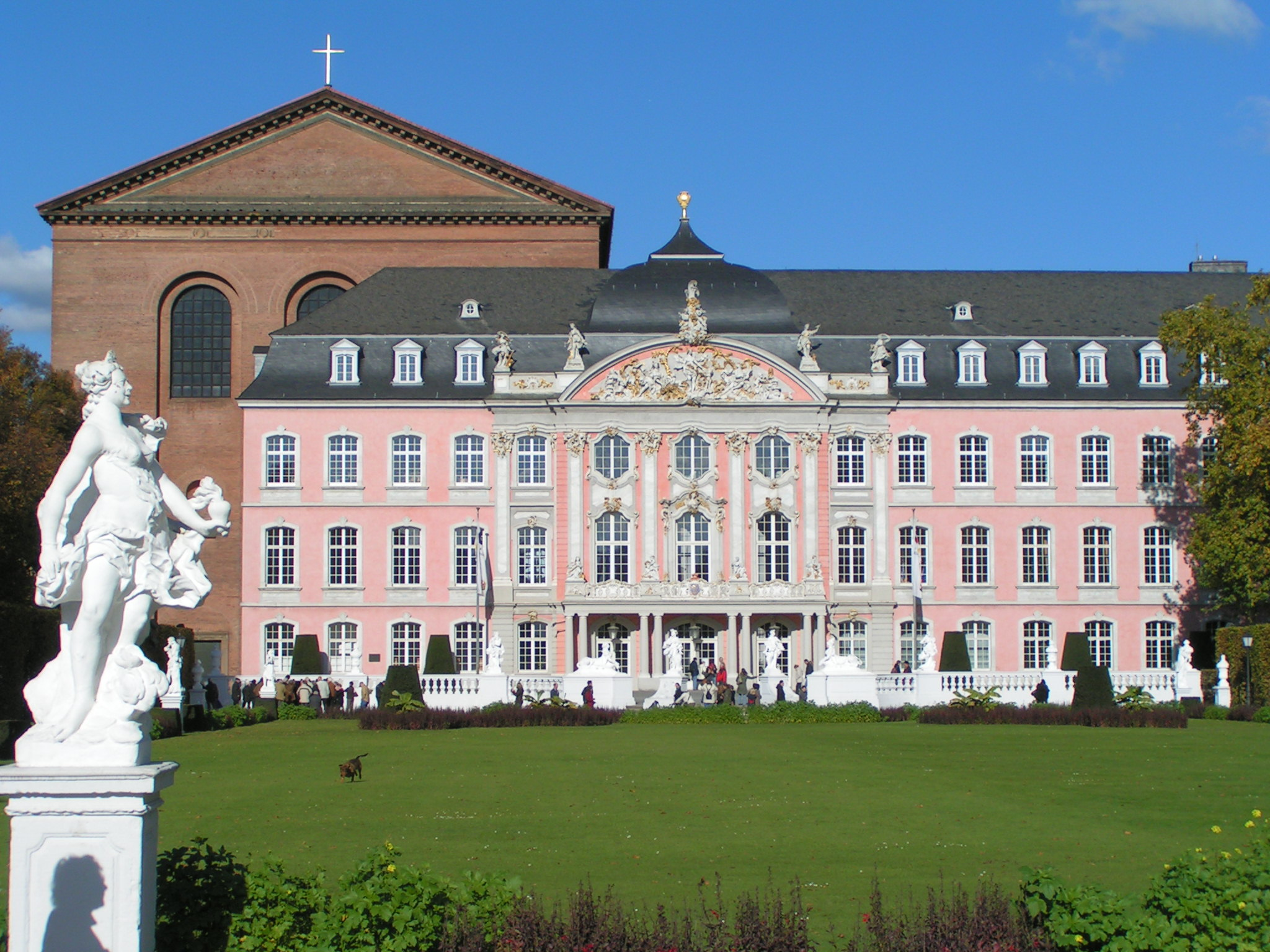
Kurfiřtský palác v Trevíru (1615–1676, opraven v roce 1756).

S vypuknutím Třicetileté války (1618–48) začala pro Trevír více než dvě století válčení. Byl několikrát obléhán francouzskými vojsky. Ta město oblehla v roce 1632, 1645, 1673 (Francouzská armáda zde zůstala až do roku 1675 a zničila všechny kostely, kláštery a vesnice před městskými hradbami; město samotné bylo těžce opevněné).
V roce 1684 začalo Válkou reunií období Francouzské expanze. Trevír byl v roce 1684 opět dobyt a byly zničeny všechny hradby a pevnosti. Trevír a přidružená území kurfiřtství byl znovu dobyt během devítileté války v roce 1688 a v roce 1689 byla francouzskou armádou systematicky zničena řada měst. Téměř všechny pevnosti byly vyhozeny do povětří a jediný most přes řeku Moselu nacházející se v Trevíru byl spálen. K těmto akcím vydal výslovný souhlas král Ludvík XIV. Když v roce 1698 francouzská armáda ustoupila, zanechala za sebou hladovějící město bez městských hradeb ve kterém žilo pouze 2 500 obyvatel.

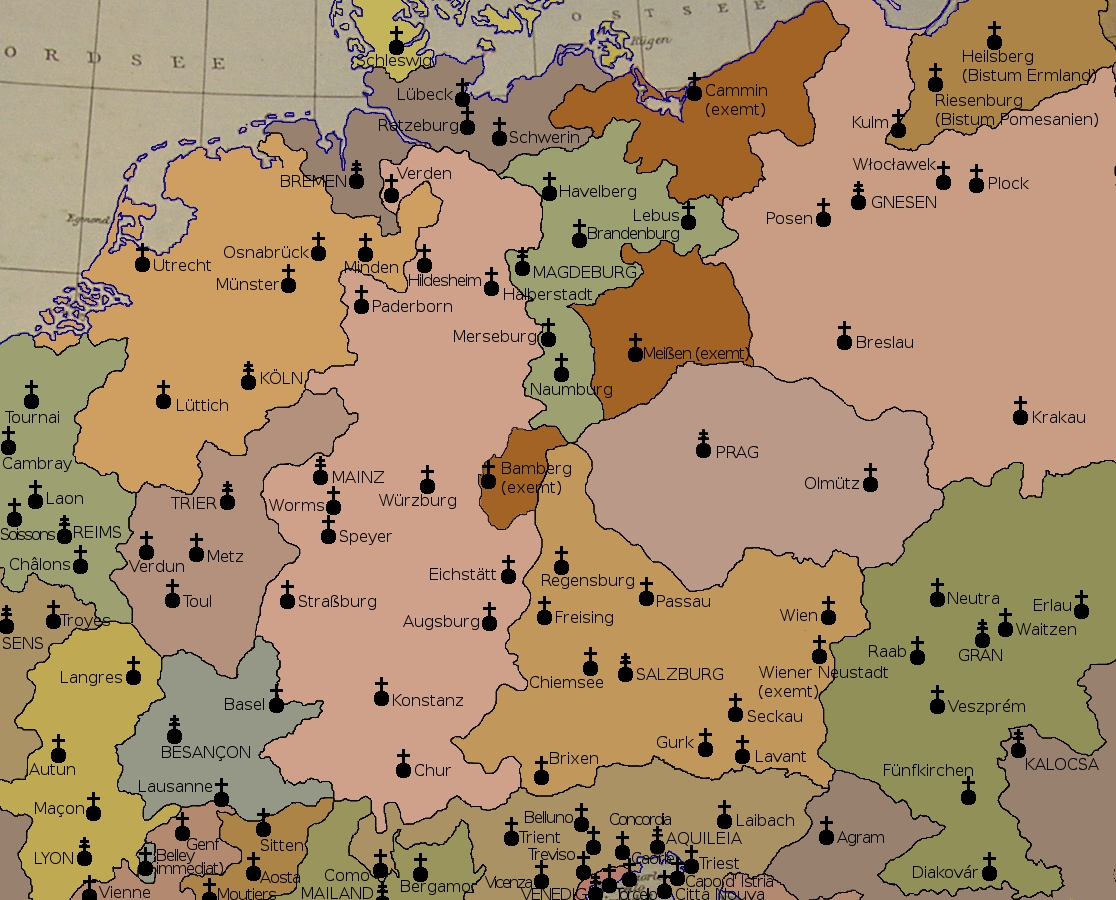
Diecéze a arcidiecéze ve střední Evropě v roce 1500

Během války o španělské dědictví v roce 1702 byl Trevír Francouzi znovu obležen. V letech 1704–05 prošla městem během svého tažení do Francie spojenecká Anglo-Holandská armáda pod vedením Johna Churchilla, vévody z Marlborough. Poté, co tažení selhalo, se do Trevíru v roce 1705 vrátily francouzské jednotky a zůstaly zde až do roku 1714. Po krátkém období míru započala v roce 1734 válka o polské následnictví. Následujícího roku byl Trevír opět dobyt francouzskou armádou a ta ve městě zůstala do roku 1737. Poslední kurfiřt Klement Václav Saský v roce 1786 přesídlil do Koblenz. V roce 1794 dobyly Trevír francouzské Republikánské oddíly. Toto datum ohraničuje konec éry starého kurfiřtství. Kostely, kláštery a církevní majetky byly prodány nebo přeměněny k světskému využití, například jako stáje.
Poslední kurfiřt Klement Václav sídlil po roce 1786 již pouze v Koblenz. Od roku 1795 byla území kurfiřtství na levém břehu Rýna okupována Francií. Roku 1801 byla anektována a byla založena separátní diecéze kontrolovaná Francouzi, kterou vedl Charles Mannay. V roce 1803 získala francouzská diecéze kontrolu nad celou původní Trevírskou arcidiecézí a zbytky území někdejšího kurfiřtství na východním břehu Rýna byla sekularizována a stejného roku anektována Nasavsko-Weilburskem.